# 금지출경전람문물
금지출경전람문물(중국어 간체자: 禁止出境展览文物, 병음: Jìnzhǐ Chūjìng Zhǎnlǎn Wénwù)은 중화인민공화국 정부가 2003년부터 전시를 위해 해외로 반출하는 것을 공식적으로 금지한, 다양한 박물관 및 기타 기관에 보관된 고대 유물 및 고고학 유물 목록이다. 이 목록에 있는 많은 유물들은 20세기 중반, 고고학이 현대 과학으로 중국에 뿌리내리기 시작한 이후 중국에서 이루어진 고고학적 발견의 획기적인 상징이다. 이 유물들은 중국에서 발굴된 가장 중요한 보물 중 하나이며, 특별한 역사적, 문화적 또는 예술적 중요성을 지닌다.
이 목록은 2002년 1월에 처음 발표되었고, 2012년 6월에 두 번째 품목이 추가되었으며, 이듬해 2013년 7월에 세 번째 품목이 추가되었다.

## 국외 전시 금지 정부 규정
2003년 5월 18일 공포된 중화인민공화국 문화재 보호법 시행 규정(국무원 령 제377호) 제49조에 따르면:

1등급 문화재 중 유일하게 현존하거나 깨지기 쉬운 문화재는 국외 전시를 위해 반출하는 것이 금지된다. 국외 전시를 위해 반출이 금지된 문화재 목록은 국무원 문화재 주관 부서에서 정기적으로 공개해야 한다.

해외 전시가 금지된 64개 문화재의 첫 번째 목록은 국가문물국이 2002년 1월 19일(위 규정이 제정되기 1년 전)에 발표했다.
해외 전시가 명시적으로 금지된 품목 목록 외에도, 다음 다섯 가지 범주 중 하나에 속하는 문화재도 중국 외부로 전시하는 것이 금지된다.
- 고대 인간 유해
- 종교 의식 장소의 주요 숭배 대상
- 독특하고 쉽게 손상되는 1등급 문화재
- 해외 전시 금지 문화재 목록에 등재된 품목
- 보존 상태로 인해 해외 전시에는 적합하지 않은 문화재

또한, 이전에 중국 내에서 공식적으로 전시된 적이 없는 문화재는 해외로 전시될 수 없다.

## 첫 번째 목록 (2002년)
2002년, 국가문물국은 중국 본토 외부로 반출이 금지된 1등급 문화재 64점의 첫 번째 목록을 발표했다.
| 이름 | 시대                                 | 발견 장소                   | 발견 연도   | 소장                                      | 이미지 |
| --- | ------------------------------------ | --------------------------- | ----------- | ----------------------------------------- | ------ |
| 황새, 물고기, 돌도끼가 묘사된 채색 토기 항아리 彩绘鹳鱼石斧图陶缸                                              | 신석기                               | 루저우, 허난성              | 1978        | 중국국가박물관, 베이징시                  |        |
| 양사오 문화의 독수리 모양 정 토기 陶鹰鼎                                                                       | 신석기                               | 화현, 산시성 (섬서성)       | 1958        | 중국국가박물관, 베이징시                  |        |
| 후모우우 정 后母戊鼎                                                                                           | 상나라 (기원전 1600년–1046년)        | 안양, 허난성                | 1939        | 중국국가박물관, 베이징시                  |        |
| 이궤, 주 무왕의 상나라 정복을 기념하는 비문이 새겨진 청동 술잔 利簋                                            | 서주 (기원전 1046년–771년)           | 린퉁구, 산시성 (섬서성)     | 1976        | 중국국가박물관, 베이징시                  |        |
| 대우정, 주 강왕 재위 23년으로 추정되는 비문이 새겨진 청동 정 솥 大盂鼎                                         | 서주 (기원전 1046년–771년)           | 치산현, 산시성 (섬서성)     | 1820–1850   | 중국국가박물관, 베이징시                  |        |
| 괵계자백반, 주 선왕 재위 12년에 괵의 선공이 험윤족을 물리친 것을 기념하는 비문이 새겨진 청동 트로프 虢季子白盘 | 서주 (기원전 1046년–771년)           | 바오지시, 산시성 (섬서성)   | 1820–1850   | 중국국가박물관, 베이징시                  |        |
| 만력제의 능에서 발견된 4개의 봉황관 凤冠                                                                       | 명나라 (1368년–1644년)               | 창핑구, 베이징시            | 1957        | 중국국가박물관, 베이징시                  |        |
| 부호 묘에서 발견된 터키석 상감 상아 잔 嵌綠松石象牙杯                                                          | 상나라 (기원전 1600년–1046년)        | 안양, 허난성                | 1976        | 중국사회과학원 고고학 연구소              |        |
| 진후소종, 진 헌후 묘에서 발견된 16개의 의례용 청동 편종 세트 晉侯蘇鍾                                          | 서주 (기원전 1046년–771년)           | 취워현, 산시성 (산서성)     |             | 상하이 박물관                             |        |
| 대극정, 주 효왕 재위 중 극이 주조한 청동 정 솥 大克鼎                                                          | 서주 (기원전 1046년–771년)           | 푸펑현, 산시성 (섬서성)     | 1890        | 상하이 박물관                             |        |
| 태보정, 주 성왕 재위 중 소공이 주조한 청동 정 솥 太保鼎                                                        | 서주 (기원전 1046년–771년)           | 량산현, 산둥성              | 19세기 중반 | 톈진 박물관                               |        |
| 허무두 문화의 붉은 칠기 그릇 河姆渡出土朱漆碗                                                                  | 신석기                               | 위야오시, 저장성            | 1977        | 저장성박물관, 항저우시                    |        |
| 허무두 문화의 토기 아궁이 河姆渡出土陶灶                                                                       | 신석기                               | 위야오시, 저장성            | 1977        | 저장성박물관, 항저우시                    |        |
| 량주 문화의 옥공왕 良渚出土玉琮王                                                                              | 신석기                               | 위항구, 저장성              | 1986        | 저장성 고고학 연구소                      |        |
| 전국 시대 수정 유리 水晶杯                                                                                     | 전국 시대 (기원전 475년–221년)       | 항저우시, 저장성            | 1990        | 저장성 고고학 연구소                      |        |
| 초 장왕 아들 묘에서 발견된 의례용 청동 받침대 淅川出土銅禁                                                     | 춘추 시대 (기원전 771년–403년)       | 시촨현, 허난성              | 1978        | 허난박물관, 정저우시                      |        |
| 정 공작 묘에서 발견된 한 쌍의 정사각형 청동 항아리 新鄭出士蓮鶴銅方壺                                          | 춘추 시대 (기원전 771년–403년)       | 신정시, 허난성              | 1923        | 고궁박물원, 베이징시 허난박물관, 정저우시 |        |
| 제나라 왕 묘에서 발견된 직사각형 청동 거울 齐王墓青铜方镜                                                      | 서한 (기원전 206년 – 서기 9년)       | 쯔보시, 산둥성              | 1980        | 쯔보박물관                                |        |
| 초 왕 묘에서 발견된 청동 정 솥 铸客大铜鼎                                                                      | 전국 시대 (기원전 475년–221년)       | 서우현, 안후이성            | 1933        | 안후이성박물관, 허페이시                  |        |
| 주연 묘에서 발견된 칠기 목재 나막신 朱然墓出土漆木屐                                                           | 삼국 (오)                            | 마안산시, 안후이성          | 1984        | 주연 가족묘 박물관                        |        |
| 주연 묘에서 발견된 칠기 그림 접시 朱然墓出土贵族生活图漆盘                                                     | 삼국 (오)                            | 마안산시, 안후이성          | 1984        | 주연 가족묘 박물관                        |        |
| 사마금룡 묘에서 발견된 중국 역사상 효자들과 현숙한 여인들의 장면이 묘사된 칠기 목재 병풍 司马金龙墓出土漆屏    | 북위 (386년–534년)                   | 다퉁시, 산시성 (산서성)     | 1965        | 다퉁 박물관                               |        |
| 루레이 묘에서 발견된 기마병 벽화 娄睿墓鞍马出行图壁画                                                          | 북제 (550년–577년)                   | 타이위안시, 산시성 (산서성) | 1979        | 산시성 고고학 연구소                      |        |
| 불교 설화가 새겨진 기념석 涅槃变相碑                                                                           | 당나라 (618년–907년)                 | 린이, 산시성 (산서성)       |             | 산시성 미술관, 타이위안시                 |        |
| 도교 신상 석조각 常阳太尊石像                                                                                  | 당나라 (618년–907년)                 | 윈청시, 산시성 (산서성)     |             | 산시성 미술관, 타이위안시                 |        |
| 옥으로 만든 의례용 과 大玉戈                                                                                   | 상나라 (기원전 1600년–1046년)        | 우한시, 후베이성            | 1974        | 후베이성박물관, 우한시                    |        |
| 증후을묘 편종                                                                                                  | 전국 시대 (기원전 475년–221년)       | 쑤이현, 후베이성            | 1978        | 후베이성박물관, 우한시                    |        |
| 증후을묘에서 발견된 조각되고 칠해진 목재 외관 曾侯乙墓外棺                                                     | 전국 시대 (기원전 475년–221년)       | 쑤이현, 후베이성            | 1978        | 후베이성박물관, 우한시                    |        |
| 증후을묘에서 밀랍 주조법으로 주조된 정교하게 장식된 한 쌍의 청동 식기 및 술기 曾侯乙青铜尊盘                   | 전국 시대 (기원전 475년–221년)       | 쑤이현, 후베이성            | 1978        | 후베이성박물관, 우한시                    |        |
| 봉황과 사슴 조각상이 있는 목재 병풍, 다채로운 칠기로 장식됨 彩漆木雕小座屏                                     | 전국 시대 (기원전 475년–221년)       | 장링현, 후베이성            | 1965        | 후베이성박물관, 우한시                    |        |
| 훙산 문화 뉴허량 사원에서 발견된 옥눈이 박힌 여신 머리 점토 조각 红山文化女神像                                | 신석기                               | 링위안시, 랴오닝성          | 1983        | 랴오닝성 고고학 연구소                    |        |
| 오리 모양 유리 물건 鸭形玻璃注                                                                                 | 북연 (407년–436년)                   | 베이퍄오시, 랴오닝성        | 1965        | 랴오닝성박물관, 선양시                    |        |
| 줄기를 감싸고 있는 용과 가지에 잎, 열매, 새들이 있는 4미터 높이의 청동 나무 青铜神树                           | 상나라 (기원전 1600년–1046년)        | 광한시, 쓰촨성              | 1986        | 삼성퇴박물관                              |        |
| 양식화된 인물상이 새겨진 의례용 옥물건 三星堆出土玉边璋                                                        | 상나라 (기원전 1600년–1046년)        | 광한시, 쓰촨성              | 1986        | 삼성퇴박물관                              |        |
| 꼭대기에 봉황이 앉아 있는 2미터 높이의 청동 보물수 摇钱树                                                      | 후한 (25년–220년)                    | 몐양시, 쓰촨성              | 1990        | 몐양박물관                                |        |
| 마답흉노 铜奔马                                                                                                | 후한 (25년–220년)                    | 우웨이시, 간쑤성            | 1969        | 간쑤성박물관, 란저우시                    |        |
| 진 시황릉의 진나라 청동 마차 铜车马                                                                            | 진나라 (기원전 221년–206년)          | 린퉁구, 산시성 (섬서성)     | 1980        | 진시황 병마용박물관, 린퉁                 |        |
| 시기앙반 牆盤                                                                                                  | 서주 (기원전 1046년–771년)           | 푸펑현, 산시성 (섬서성)     | 1967        | 바오지 청동기 박물관                      |        |
| 세 개의 손잡이와 소머리 장식이 있는 대형 청동 정 솥 淳化大鼎                                                   | 서주 (기원전 1046년–771년)           | 춘화현, 산시성 (섬서성)     | 1979        | 춘화 박물관                               |        |
| 주 성왕의 뤄양시 수도 건설을 기록한 비문이 있는 청동 하존 何尊                                                 | 서주 (기원전 1046년–771년)           | 바오지시, 산시성 (섬서성)   | 1963        | 바오지 청동기 박물관                      |        |
| 마오링 한 무제 능묘의 곽거병 묘에서 발견된 석조각 茂陵石雕                                                     | 서한 (기원전 206년 – 서기 9년)       | 셴양시, 산시성 (섬서성)     |             | 마오링 박물관, 셴양시                     |        |
| 시안 비석 — 635년 중국에 기독교가 전래된 것을 기록한 석비 大秦景教流行中国碑                                   | 당나라 (618년–907년)                 | 산시성 (섬서성)             | 1623        | 시안 비림 박물관, 시안시                  |        |
| 춤추는 말 무늬가 있는 가죽 물병 모양의 도금 은 주전자 허자촌 보물 창고 舞马衔杯仿皮囊式银壶                    | 당나라 (618년–907년)                 | 시안시, 산시성 (섬서성)     | 1970        | 산시 역사박물관, 시안시                   |        |
| 마노로 만든 동물 형태의 음료 뿔잔 허자촌 보물 창고 兽首玛瑙杯                                                  | 당나라 (618년–907년)                 | 시안시, 산시성 (섬서성)     | 1970        | 산시 역사박물관, 시안시                   |        |
| 711년에 주조된 6,500kg 무게의 청동 종, 원래 당 수도 장안의 종루에서 유래 景云铜钟                              | 당나라 (618년–907년)                 |                             |             | 시안 비림 박물관, 시안시                  |        |
| 당 의종이 873년에 법문사에 기증한 금은도금 승려 지팡이 银花双轮十二环锡杖                                      | 당나라 (618년–907년)                 | 푸펑현, 산시성 (섬서성)     | 1987        | 법문사 박물관, 푸펑                       |        |
| 법문사에서 발견된 석가모니 부처의 손가락 뼈 유물로 추정되는 여덟 개의 겹겹이 쌓인 유물 상자 세트 八重宝函      | 당나라 (618년–907년)                 | 푸펑현, 산시성 (섬서성)     | 1987        | 법문사 박물관, 푸펑                       |        |
| 법문사에서 발견된 청동 탑 모델 铜浮屠                                                                          | 당나라 (618년–907년)                 | 푸펑현, 산시성 (섬서성)     | 1987        | 법문사 박물관, 푸펑                       |        |
| 오성출동방호박 "五星出东方"护膊                                                                                | 후한 (25년–220년) ~ 진 (266년–420년) | 민펑현, 신장 위구르 자치구  | 1995        | 신장 고고학 연구소                        |        |
| 금과 은을 상감하고 네 마리의 용과 네 마리의 봉황이 장식된 청동 탁자틀 错金银四龙四凤铜方案座                   | 전국 시대 (기원전 475년–221년)       | 핑산, 허베이성              | 1974        | 허베이 박물관, 스자좡시                   |        |
| 중산국 왕 묘에서 발견된 철제 다리가 있는 청동 정 솥 中山王铁足铜鼎                                             | 전국 시대 (기원전 475년–221년)       | 핑산, 허베이성              | 1977        | 허베이 박물관, 스자좡시                   |        |
| 유승 (중산정왕) 묘에서 발견된 옥의 刘胜金缕玉衣                                                                | 서한 (기원전 206년 – 서기 9년)       | 만청현, 허베이성            | 1968        | 허베이 박물관, 스자좡시                   |        |
| 두완 부인 묘에서 발견된 시녀 모양의 도금 청동 등불 长信宫灯                                                    | 서한 (기원전 206년 – 서기 9년)       | 만청현, 허베이성            | 1968        | 허베이 박물관, 스자좡시                   |        |
| 남월왕 묘에서 발견된 다른 부패한 병풍에서 나온 다섯 개의 청동 조각 铜屏风构件5件                               | 서한 (기원전 206년 – 서기 9년)       | 광저우시, 광둥성            | 1983        | 남월왕묘 박물관, 광저우시                 |        |
| 남월왕 묘에서 발견된 뿔 모양의 옥잔 角形玉杯                                                                   | 서한 (기원전 206년 – 서기 9년)       | 광저우시, 광둥성            | 1983        | 남월왕묘 박물관, 광저우시                 |        |
| 인물어룡백화 人物御龙帛画                                                                                      | 전국 시대 (기원전 475년–221년)       | 창사시, 후난성              | 1949        | 후난성박물관, 창사시                      |        |
| 용과 봉황이 있는 남자를 묘사한 비단 그림 人物龙凤帛画                                                          | 전국 시대 (기원전 475년–221년)       | 창사시, 후난성              | 1949        | 후난성박물관, 창사시                      |        |
| 마왕퇴의 대후 묘에서 발견된 직거 소사 선의 直裾素纱禅衣                                                        | 서한 (기원전 206년 – 서기 9년)       | 창사시, 후난성              | 1972        | 후난성박물관, 창사시                      |        |
| 마왕퇴의 대후 묘에서 발견된 목재 외관 马王堆一号墓木棺椁                                                       | 서한 (기원전 206년 – 서기 9년)       | 창사시, 후난성              | 1972        | 후난성박물관, 창사시                      |        |
| 마왕퇴의 대후 묘에서 발견된 T자형 비단 장례 휘장 马王堆一号墓T型帛画                                           | 서한 (기원전 206년 – 서기 9년)       | 창사시, 후난성              | 1972        | 후난성박물관, 창사시                      |        |
| 태양신과 사냥 장면을 묘사한 비단 휘장 红地云珠日天锦                                                           | 북조 (386년–581년)                   | 두란현, 칭하이성            | 1983        | 칭하이성 고고학 연구소                    |        |
| 바이쓰거우 광장탑에서 목판 활자로 인쇄된 서하어로 쓰여진 불경 9권 西夏文佛经《吉祥遍至口和本续》纸本           | 서하 (1038년–1227년)                 | 허란현, 닝샤 후이족 자치구  | 1991        | 닝샤 고고학 연구소                        |        |
| 붉은 유약을 입힌 곡물 창고 모형 토기 青花釉里红瓷仓                                                            | 원나라 (1271년–1368년)               | 징더전시, 장시성            | 1974        | 장시성박물관, 난창시                      |        |
| 300개 이상의 성형 벽돌로 구성된 죽림칠현 그림 竹林七贤砖印模画                                                 | 남조 (420년–589년)                   | 난징시, 장쑤성              | 1960        | 난징박물원                                |        |

## 두 번째 목록 (2012년)
2012년 6월, 국가문물국은 회화와 서도 작품을 포함한 37점의 해외 전시 금지 문화재 두 번째 목록을 발표했다.
| 이름                                                           | 시대                    | 소장                      | 이미지 |
| -------------------------------------------------------------- | ----------------------- | ------------------------- | ------ |
| 육적의 평복첩 陆机《平复帖》卷                                 | 서진 (266년–316년)      | 고궁박물원, 베이징시      |        |
| 왕순의 백원첩 王珣《伯远帖》卷                                 | 동진 (317년–420년)      | 고궁박물원, 베이징시      |        |
| 펑청쑤 모사 왕희지 난정서 冯承素摹王羲之《兰亭序》卷           | 당나라 (618년–907년)    | 고궁박물원, 베이징시      |        |
| 구양순의 몽전첩 欧阳询《梦奠帖》卷                             | 당나라 (618년–907년)    | 랴오닝성박물관, 선양시    |        |
| 궈췐의 선견율 国诠《善见律》卷                                 | 당나라 (618년–907년)    | 고궁박물원, 베이징시      |        |
| 회소의 고순첩 怀素《苦筍帖》卷                                 | 당나라 (618년–907년)    | 상하이 박물관             |        |
| 두목의 장호호시 杜牧《张好好诗》卷                             | 당나라 (618년–907년)    | 고궁박물원, 베이징시      |        |
| 당나라 시대 왕희지 의문 서한 모사본 唐人《摹王羲之一门书翰》卷 | 당나라 (618년–907년)    | 랴오닝성박물관, 선양시    |        |
| 양닝쓰의 신선 기거법 첩 杨凝式《神仙起居法帖》卷               | 오대 십국 (907년–960년) | 고궁박물원, 베이징시      |        |
| 임포의 자서시 林逋《自书诗》卷                                 | 북송 (960년–1127년)     | 고궁박물원, 베이징시      |        |
| 채양의 자서시 蔡襄《自书诗》卷                                 | 북송 (960년–1127년)     | 고궁박물원, 베이징시      |        |
| 문언박의 삼첩권 文彦博《三帖卷》                               | 북송 (960년–1127년)     | 고궁박물원, 베이징시      |        |
| 한기의 행서 및 해서 서신 韩琦《行楷信札卷》卷                  | 북송 (960년–1127년)     | 구이저우성 박물관, 구이양 |        |
| 왕안석의 능엄경지 요결 王安石《楞严经旨要》卷                  | 북송 (960년–1127년)     | 상하이 박물관             |        |
| 황정견의 제상좌 黄庭坚《诸上座》卷                             | 북송 (960년–1127년)     | 고궁박물원, 베이징시      |        |
| 미불의 소계시 米芾《苕溪诗》卷                                 | 북송 (960년–1127년)     | 고궁박물원, 베이징시      |        |
| 조길의 초서 천자문 赵佶《草书千字文》卷                        | 북송 (960년–1127년)     | 랴오닝성박물관, 선양시    |        |
| 전자기안의 유춘도 展子虔《游春图》卷                           | 수나라 (581년–618년)    | 고궁박물원, 베이징시      |        |
| 한황의 오우도 韩滉《五牛图》卷                                 | 당나라 (618년–907년)    | 고궁박물원, 베이징시      |        |
| 주방의 휘선사녀도 周昉《挥扇仕女图》卷                         | 당나라 (618년–907년)    | 고궁박물원, 베이징시      |        |
| 손위의 고일도 孙位《高逸图》卷                                 | 당나라 (618년–907년)    | 상하이 박물관             |        |
| 왕치한의 감서도 王齐翰《勘书图》卷                             | 오대 십국 (907년–960년) | 난징 대학                 |        |
| 주문거의 중병회기 도 周文矩《重屏会棋图》卷                    | 오대 십국 (907년–960년) | 고궁박물원, 베이징시      |        |
| 후구이의 탁헐도 胡瓌《卓歇图》卷                               | 오대 십국 (907년–960년) | 고궁박물원, 베이징시      |        |
| 구홍중의 한희재 야연도 顾闳中《韩熙载夜宴图》卷                | 오대 십국 (907년–960년) | 고궁박물원, 베이징시      |        |
| 위셴의 고사도 卫贤《高士图》卷                                 | 오대 십국 (907년–960년) | 고궁박물원, 베이징시      |        |
| 동원의 산구대도도 董源《山口待渡图》卷                         | 오대 십국 (907년–960년) | 랴오닝성박물관, 선양시    |        |
| 황췐의 사생진금도 黄筌《写生珍禽图》卷                         | 오대 십국 (907년–960년) | 고궁박물원, 베이징시      |        |
| 왕선의 어촌소설도 王诜《渔村小雪图》卷                         | 북송 (960년–1127년)     | 고궁박물원, 베이징시      |        |
| 량스민의 노정밀설도 梁师闵《芦汀密雪图》卷                     | 북송 (960년–1127년)     | 고궁박물원, 베이징시      |        |
| 이공린의 모위언 목방도 李公麟《摹韦偃牧放图》卷                | 북송 (960년–1127년)     | 고궁박물원, 베이징시      |        |
| 치쉬의 강산목방도 祁序《江山牧放图》卷                         | 북송 (960년–1127년)     | 고궁박물원, 베이징시      |        |
| 장택단의 청명상하도 张择端《清明上河图》卷                     | 북송 (960년–1127년)     | 고궁박물원, 베이징시      |        |
| 왕시멍의 천리강산도 王希孟《千里江山图》卷                     | 북송 (960년–1127년)     | 고궁박물원, 베이징시      |        |
| 마허지의 후적벽부도 马和之《后赤壁赋图》卷                     | 남송 (1127년–1279년)    | 고궁박물원, 베이징시      |        |
| 조백수 만송금궐도 赵伯骕《万松金阙图》卷                       | 남송 (1127년–1279년)    | 고궁박물원, 베이징시      |        |
| 염입본의 보련도 송나라 모사본 宋人摹阎立本《步辇图》卷         | 송나라 (960년–1279년)   | 고궁박물원, 베이징시      |        |

## 세 번째 목록 (2013년)
2013년 7월 31일, 청동기, 토기, 옥기 등 고고학 유적지에서 발굴된 보물 94점을 포함한 세 번째 목록이 발표되었다.
| 이름 | 시대                                         | 발견 장소                                     | 발견 연도 | 소장                                     | 이미지 |
| --- | -------------------------------------------- | --------------------------------------------- | --------- | ---------------------------------------- | ------ |
| 자룡 정 子龙鼎 | 상나라 (기원전 1600년–1046년)                | 전해지는 바에 따르면 후이셴시, 허난성         | 1920년대  | 중국국가박물관, 베이징시                 |        |
| 사양방존 四羊方尊 | 상나라 (기원전 1600년–1046년)                | 닝샹시, 후난성                                | 1938      | 중국국가박물관, 베이징시                 |        |
| 용무늬가 있는 청동 뿔 모양 시공 (술기) 龙纹兕觥                                                                               | 상나라 (기원전 1600년–1046년)                | 스러우현, 산시성 (산서성)                     | 1959      | 산시성 박물관, 타이위안시                |        |
| 대하방정 大禾方鼎 | 상나라 (기원전 1600년–1046년)                | 닝샹시, 후난성                                | 1959      | 후난성박물관                             |        |
| 청동 입상 铜立人像 | 상나라 (기원전 1600년–1046년)                | 삼성퇴 유적, 광한시, 쓰촨성                   | 1986      | 삼성퇴박물관                             |        |
| 천망 궤 天亡簋 | 서주 (기원전 1046년–771년)                   |                                               |           | 중국국가박물관, 베이징시                 |        |
| 백구 역 伯矩鬲 | 서주 (기원전 1046년–771년)                   | 류리허 유적, 베이징시                         | 1975      | 수도박물관, 베이징시                     |        |
| 진국 후작의 새 모양 준 晋侯鸟尊                                                                                               | 서주 (기원전 1046년–771년)                   | 취워현, 산시성 (산서성)                       | 1992      | 산시성 박물관, 타이위안시                |        |
| 호 궤 㝬簋 | 서주 (기원전 1046년–771년)                   | 푸펑현, 산시성 (섬서성)                       | 1978      | 바오지 청동기 박물관                     |        |
| 래반 逨盘 | 서주 (기원전 1046년–771년)                   | 메이현, 산시성 (섬서성)                       | 2003      | 바오지 청동기 박물관                     |        |
| 월왕구천검 越王勾践剑 | 춘추 시대 (기원전 771년–403년)               | 장링현, 후베이성                              | 1965      | 후베이성박물관, 우한시                   |        |
| 상앙의 청동 사각형 승 商鞅方升                                                                                                | 전국 시대 (기원전 475년–221년)               |                                               |           | 상하이 박물관                            |        |
| 금은망으로 상감된 청동 호 错金银镶嵌丝网套铜壶                                                                                | 전국 시대 (기원전 475년–221년)               | 쉬이현, 장쑤성                                | 1982      | 난징박물원                               |        |
| 제사 의식 장면이 있는 청동 조개 컨테이너 诅盟场面贮贝器                                                                       | 서한 (기원전 206년 – 서기 9년)               | 스자산 유적, 진닝구, 윈난성                   |           | 중국국가박물관, 베이징시                 |        |
| 인물, 전차, 말을 그린 거울 彩绘人物车马镜                                                                                     | 서한 (기원전 206년 – 서기 9년)               | 시안시, 산시성 (섬서성)                       | 1963      | 시안 박물관                              |        |
| 기둥 희생 장면이 있는 청동 조개 컨테이너 杀人祭柱场面贮贝器                                                                   | 서한 (기원전 206년 – 서기 9년)               | 스자산 유적, 진닝구, 윈난성                   |           | 윈난성박물관, 쿤밍                       |        |
| 인면 어문 도기 그릇, 양사오 문화 仰韶文化彩陶人面鱼纹盆                                                                       | 신석기                                       | 반파 유적, 시안시, 산시성                     | 1955      | 중국국가박물관, 베이징시                 |        |
| 춤추는 인물 그룹을 그린 토기 대야, 마자야오 문화 马家窑文化彩陶舞蹈纹盆                                                       | 신석기                                       | 다퉁, 칭하이성                                | 1973      | 중국국가박물관, 베이징시                 |        |
| 나체 인물 부조가 있는 채색 토기 단지, 마자야오 문화 马家窑文化彩陶贴塑人纹双系壶                                              | 신석기                                       | 러두구, 칭하이성                              | 1974      | 중국국가박물관, 베이징시                 |        |
| 그물 무늬가 그려진 배 모양 토기 플라스크, 양사오 문화 仰韶文化彩陶网纹船形壶                                                  | 신석기                                       | 베이서우링 유적, 바오지시, 산시성 (섬서성)    | 1958      | 중국국가박물관, 베이징시                 |        |
| 반룡 무늬가 그려진 토기 접시, 룽산 문화 龙山文化彩绘蟠龙纹陶盘                                                                | 신석기                                       | 타오시 유적, 샹펀현, 산시성 (산서성)          | 1980      | 중국사회과학원 고고학 연구소             |        |
| 인물 형태 토기 단지, 양사오 문화 仰韶文化彩陶人形双系瓶                                                                       | 신석기                                       | 다디완 유적, 친안현, 간쑤성                   | 1973      | 간쑤성박물관, 란저우시                   |        |
| 팔각 별 무늬가 있는 두 접시, 다원커우 문화 大汶口文化彩陶八角星纹豆                                                           | 신석기                                       | 다원커우 유적, 타이안시, 산둥성               | 1974      | 산둥 박물관                              |        |
| "영안 3년" (서기 260년) 명문이 있는 청자 곡창단지 “永安三年”款青釉堆塑谷仓罐                                                  | 삼국 (오, 229년–280년)                       | 사오싱시, 저장성                              | 1935      | 고궁박물원, 베이징시                     |        |
| "적오 14년" (서기 251년) 명문이 있는 청자 호랑이 모양 요강 “赤乌十四年”款青釉虎子                                             | 삼국 (오, 229년–280년)                       | 난징시, 장쑤성                                | 1955      | 중국국가박물관, 베이징시                 |        |
| 청자 유약 날개 달린 인물 무늬 이중 손잡이 병 青釉褐彩羽人纹双系壶                                                             | 삼국 (오, 229년–280년)                       | 난징시, 장쑤성                                | 1983      | 난징시박물관                             |        |
| 괴물 무늬가 있는 청자 준 青釉神兽尊                                                                                           | 서진 (266년–316년)                           | 주처 묘, 이싱시, 장쑤성                       | 1976      | 난징박물원                               |        |
| 연꽃 무늬로 덮인 녹유 준 青釉仰覆莲花尊                                                                                       | 북제 (550년–577년)                           | 징현, 허베이성                                | 1948      | 중국국가박물관, 베이징시                 |        |
| 녹유 백자 장경병 白釉绿彩长颈瓶                                                                                               | 북제 (550년–577년)                           | 판추이 묘, 안양, 허난성                       | 1971      | 허난박물관, 정저우시                     |        |
| 백유 용 손잡이 이중 연결 병, 수나라 隋白釉龙柄双联传瓶                                                                        | 수나라 (581년–618년)                         |                                               |           | 톈진 박물관                              |        |
| 청유 봉황 머리 용 손잡이 주전자 青釉凤首龙柄壶                                                                                | 당나라 (618년–907년)                         |                                               |           | 고궁박물원, 베이징시                     |        |
| 반점 유약 허리 북, 루산 도자기 鲁山窑黑釉蓝斑腰鼓                                                                             | 당나라 (618년–907년)                         |                                               |           | 고궁박물원, 베이징시                     |        |
| 당삼채 낙타 위에 악단 토우 陶骆驼载乐舞三彩俑                                                                                 | 당나라 (618년–907년)                         | 선우정해 묘, 시안시, 산시성 (섬서성)          | 1957      | 중국국가박물관, 베이징시                 |        |
| 황갈색 청자 단지, 창사 도자기 长沙窑青釉褐蓝彩双系罐                                                                          | 당나라 (618년–907년)                         | 양저우시, 장쑤성                              | 1974      | 양저우 박물관                            |        |
| 청자 구름 무늬 오족 향로, 월주요 越窑青釉褐彩云纹五足炉                                                                       | 당나라 (618년–907년)                         | 린안구, 저장성                                | 1980      | 린안 박물관                              |        |
| 갈색 반점 도자기 주전자 춤추는 인물 무늬, 창사 도자기 长沙窑青釉褐彩贴花人物纹壶                                              | 당나라 (618년–907년)                         | 헝양시, 후난성                                | 1973      | 후난성박물관                             |        |
| 당삼채 낙타 위 악사 三彩骆驼载乐俑                                                                                            | 당나라 (618년–907년)                         | 시안시, 산시성 (섬서성)                       | 1959      | 산시 역사박물관, 시안시                  |        |
| 마카라 모양의 물동이, 요주요 耀州窑摩羯形水盂                                                                                 | 오대 십국 (907년–960년)                      | 베이퍄오시, 랴오닝성                          | 1971      | 랴오닝성박물관, 선양시                   |        |
| 연꽃 모양 접시, 월주요 越窑莲花式托盏                                                                                         | 오대 십국 (907년–960년)                      | 호구 탑, 쑤저우, 장쑤성                       | 1956      | 쑤저우 박물관                            |        |
| 꽃 조각과 손잡이가 있는 청자 캐도건형 주전자, 요주요 耀州窑青釉刻花提梁倒流壶                                                 | 오대 십국 (907년–960년)                      | 빈현, 산시성 (섬서성)                         | 1968      | 산시 역사박물관, 시안시                  |        |
| 연청색 준 그릇, 활줄 무늬, 여요 汝窑天青釉弦纹樽                                                                              | 북송 (960년–1127년)                          |                                               |           | 고궁박물원, 베이징시                     |        |
| 활줄 무늬 청자 병, 관요 官窑弦纹瓶                                                                                            | 북송 (960년–1127년)                          |                                               |           | 고궁박물원, 베이징시                     |        |
| 월백유 직립 능선 준 钧窑月白釉出戟尊                                                                                          | 북송 (960년–1127년)                          |                                               |           | 고궁박물원, 베이징시                     |        |
| 백유 연꽃 무늬 용머리 정병, 정요 定窑白釉刻莲花瓣纹龙首净瓶                                                                   | 북송 (960년–1127년)                          | 징중위안 탑 지하 궁전, 딩저우시, 허베이성     | 1969      | 딩저우 박물관                            |        |
| 관귀 준 병, 관요 官窑贯耳尊                                                                                                   | 북송 (960년–1127년)                          |                                               |           | 지린성박물관, 창춘시                     |        |
| 진주 무늬 배경에 호랑이와 표범 무늬가 있는 병, 등펑 도자기 登封窑珍珠地划花虎豹纹瓶                                           | 송나라 (960년–1279년)                        |                                               |           | 고궁박물원, 베이징시                     |        |
| 청백자 매병 달빛 아래 소하가 한신을 쫓는 이야기 묘사 青花萧何月下追韩信图梅瓶                                                 | 원나라 (1271년–1368년)                       | 목영 묘, 난징시, 장쑤성                       |           | 난징시박물관                             |        |
| 푸른 유약 백룡 무늬 매병 蓝釉白龙纹梅瓶                                                                                       | 원나라 (1271년–1368년)                       |                                               |           | 양저우 박물관                            |        |
| 옥룡, 훙산 문화 红山文化玉龙                                                                                                  | 신석기                                       | 웡뉴터기, 내몽골 자치구                       | 1971      | 중국국가박물관, 베이징시                 |        |
| 신인수면무늬 옥월, 량주 문화 良渚文化神人兽面纹玉钺                                                                           | 신석기                                       | 위항구, 저장성                                | 1986      | 저장성박물관, 항저우시                   |        |
| 일곱 구멍 옥칼 七孔玉刀 | 하나라 (기원전 약 2070년 – 기원전 약 1600년) | 얼리터우 유적, 옌스구, 허난성                 | 1975      | 하나라 수도 얼리터우 유적 박물관, 뤄양시 |        |
| 진 후작 부인 그룹 옥패 晋侯夫人组玉佩                                                                                         | 서주 (기원전 1046년–771년)                   | 진 목후 계비 묘, 취워현, 산시성 (산서성)      | 1992      | 산시성 박물관, 타이위안시                |        |
| 16개 부분으로 된 용봉 펜던트 장식 多节活环套练玉佩                                                                            | 전국 시대 (기원전 475년–221년)               | 증후을묘, 쑤이현, 후베이성                    | 1978      | 후베이성박물관, 우한시                   |        |
| "황후지새" (황후의 인장) 문자가 새겨진 옥새 “皇后之玺”玉玺                                                                    | 서한 (기원전 206년 – 서기 9년)               | 한 창릉 근처, 셴양시, 산시성 (섬서성)         | 1968      | 산시 역사박물관, 시안시                  |        |
| 동왕공과 서왕모 조각상이 있는 옥 투각 병풍 镂雕东王公西王母纹玉座屏                                                           | 후한 (25년–220년)                            | 유창 묘, 딩저우시, 허베이성                   | 1969      | 딩저우 박물관                            |        |
| 신과 동물 조각상이 있는 옥 그릇 神兽纹玉樽                                                                                    | 서진 (266년–316년)                           | 유홍 묘, 안샹현, 후난성                       | 1991      | 후난성박물관                             |        |
| "통령석교대원국사지인" (대원국사의 인장으로 싯다르타 종파를 통솔함) 문자가 새겨진 용 인뉴 옥새 “统领释教大元国师之印”龙钮玉印 | 원나라 (1271년–1368년)                       |                                               |           | 시짱 박물관, 라싸                        |        |
| 태양신조 금박편 太阳神鸟金箔片                                                                                                | 상나라 (기원전 1600년–1046년)                | 진사 유적, 청두시, 쓰촨성                     | 2001      | 진사 유적 박물관                         |        |
| 황금 홀 金杖 | 상나라 (기원전 1600년–1046년)                | 삼성퇴 유적, 광한시, 쓰촨성                   | 1986      | 삼성퇴박물관                             |        |
| 금과 옥을 상감한 은 허리띠 버클 包金镶玉嵌琉璃银带钩                                                                          | 전국 시대 (기원전 475년–221년)               | 후이셴시, 허난성                              | 1951      | 중국국가박물관, 베이징시                 |        |
| "전왕지인" (전왕의 인장) 문자가 새겨진 황금 인장 “滇王之印”金印                                                               | 서한 (기원전 206년 – 서기 9년)               | 스자산 유적, 진닝구, 윈난성                   | 1956      | 중국국가박물관, 베이징시                 |        |
| 금은 상감 및 터키석 사냥 무늬가 있는 구리 우산 고리 错金银镶松石狩猎纹铜伞铤                                                  | 서한 (기원전 206년 – 서기 9년)               |                                               |           | 허베이성 문화재 고고학 연구소            |        |
| 거북이 위에 새겨진 술자리 놀이 세트 "논어 옥촛대"와 새겨진 술자리 스트립 龟负论语玉烛酒筹鎏金银筒                             | 당나라 (618년–907년)                         | 단투구, 장쑤성                                | 1982      | 전장 박물관                              |        |
| 원앙 모양 칠기 상자 彩绘乐舞图鸳鸯形漆盒                                                                                      | 전국 시대 (기원전 475년–221년)               | 증후을묘, 쑤이현, 후베이성                    | 1978      | 후베이성박물관, 우한시                   |        |
| 금색 그림이 있는 칠기 저부 조각 긴 직사각형 상자 识文彩绘盝顶长方形漆奁                                                       | 서한 (기원전 206년 – 서기 9년)               | 마왕퇴 유적, 창사시, 후난성                   | 1973      | 후난성박물관                             |        |
| 칠기 육박 체스 세트 黑漆朱绘六博具                                                                                            | 서한 (기원전 206년 – 서기 9년)               | 마왕퇴 유적, 창사시, 후난성                   | 1973      | 후난성박물관                             |        |
| 검을 매단 채 채색된 계찰 그림 칠기 접시 彩绘季札挂剑图漆盘                                                                    | 삼국 (오, 229년–280년)                       | 주연 묘, 마안산시, 안후이성                   | 1984      | 안후이성 문화재 고고학 연구소            |        |
| 금도금 구리 귀가 있는 "코뿔소 가죽" 기법으로 칠해진 가죽 잔 (2점) 皮胎犀皮漆鎏金铜釦耳杯（2件）                               | 삼국 (오, 229년–280년)                       | 주연 묘, 마안산시, 안후이성                   | 1984      | 안후이성 문화재 고고학 연구소            |        |
| 목조 진주 사리 보탑 (목제 함 포함) 木雕真珠舍利宝幢（含木函）                                                                 | 북송 (960년–1127년)                          | 루이광 사탑, 쑤저우, 장쑤성                   | 1978      | 쑤저우 박물관                            |        |
| 상아 빗, 다원커우 문화 大汶口文化象牙梳                                                                                       | 신석기                                       | 다원커우 유적, 타이안시, 산둥성               | 1959      | 중국국가박물관, 베이징시                 |        |
| 해를 향한 두 마리 새 무늬가 있는 상아 끌 河姆渡文化双鸟朝阳纹象牙雕刻器                                                       | 신석기                                       | 허무두 유적, 위야오시, 저장성                 | 1977      | 저장성박물관, 항저우시                   |        |
| 뚜껑 달린 녹색 유리 용기 绿玻璃盖罐                                                                                           | 수나라 (581년–618년)                         | 이경순 묘, 시안시, 산시성 (섬서성)            | 1957      | 중국국가박물관, 베이징시                 |        |
| 작은 녹색 유리병 绿玻璃小瓶                                                                                                   | 수나라 (581년–618년)                         | 이경순 묘, 시안시, 산시성 (섬서성)            | 1957      | 중국국가박물관, 베이징시                 |        |
| 영반 남자가 입었던 나체 푸토와 동물, 석류나무 무늬가 있는 붉은 양모 카프탄 红地对人兽树纹罽袍                                 | 한나라 (기원전 202년 – 서기 220년)           | 위리현, 신장 위구르 자치구                    | 1995      | 신장 위구르 자치구 문화재 고고학 연구소  |        |
| 불교 도상이 있는 자수 헌납 인물화 刺绣佛像供养人                                                                              | 북위 (386년–534년)                           | 막고굴, 둔황시, 간쑤성                        | 1965      | 둔황 연구원                              |        |
| 체크 무늬 배경에 동물 비단 方格兽纹锦                                                                                         | 북조 (386년–581년)                           | 아스타나 고분군, 투루판시, 신장 위구르 자치구 | 1968      | 신장 위구르 자치구 박물관, 우루무치      |        |
| 성스러운 독수리 무늬 비단 가운 灵鹫纹锦袍                                                                                     | 북송 (960년–1127년)                          | 아라얼시, 신장 위구르 자치구                  | 1953      | 고궁박물원, 베이징시                     |        |
| 석고 (10개 세트) 石鼓（1组10只）                                                                                              | 전국 시대 (기원전 475년–221년)               |                                               |           | 고궁박물원, 베이징시                     |        |
| 소릉육준 석조 부조 (십벌적, 백제오, 특륵표, 청취 4점) 昭陵六骏石刻（什伐赤、白蹄乌、特勒骠、青骓4幅）                         | 당나라 (618년–907년)                         |                                               |           | 시안 비림 박물관                         |        |
| 서악화산묘비 비석 탁본 (화음본) 拓西岳华山庙碑册（华阴本）                                                                    | 송나라 (960년–1279년)                        |                                               |           | 고궁박물원, 베이징시                     |        |
| 조전비 초본 ( "인" 자 손상되지 않은 본) 曹全碑初拓本（“因”字不损本）                                                          | 명나라 (1368년–1644년)                       |                                               |           | 상하이 박물관                            |        |
| 왕인후의 간류보결절운 필사본 写本王仁煦《刊谬补缺切韵》                                                                       | 당나라 (618년–907년)                         |                                               |           | 고궁박물원, 베이징시                     |        |
| 개보장의 목판 인쇄 아유월치경 (1권) 刻开宝藏本《阿惟越致经》（1卷）                                                           | 북송 (960년–1127년)                          |                                               |           | 중국국가도서관, 베이징시                 |        |
| 목판 인쇄 범중엄 문집 刻本《范仲淹文集》（20卷）                                                                              | 북송 (960년–1127년)                          |                                               |           | 중국국가도서관, 베이징시                 |        |
| 장회태자 묘 벽화 "마상 폴로 경기 장면" (1세트) 章怀太子墓壁画马球图（1组）                                                    | 당나라 (618년–907년)                         |                                               |           | 산시 역사박물관, 시안시                  |        |
| 장회태자 묘 벽화 "사냥 여행 장면" (1세트) 章怀太子墓壁画狩猎出行图（1组）                                                     | 당나라 (618년–907년)                         |                                               |           | 산시 역사박물관, 시안시                  |        |
| 의덕태자 묘 벽화 궐루도 (1세트) 懿德太子墓壁画阙楼图（1组）                                                                   | 당나라 (618년–907년)                         |                                               |           | 산시 역사박물관, 시안시                  |        |
| 영태공주 묘 벽화 궁녀도 (1세트) 永泰公主墓壁画宫女图（1组）                                                                   | 당나라 (618년–907년)                         |                                               |           | 산시 역사박물관, 시안시                  |        |
| 칭화 죽간의 전국시대 죽간 "금등" 戰國简《金縢》                                                                               | 전국 시대 (기원전 475년–221년)               |                                               |           | 칭화 대학                                |        |
| 곽점초간의 갑, 을, 병 묶음 노자 郭店楚简《老子（甲、乙、丙）》                                                                | 전국 시대 (기원전 475년–221년)               |                                               |           | 징먼 박물관                              |        |
| 상하이 박물관 초간의 초간 "공자시론" 楚简《孔子诗论》                                                                         | 전국 시대 (기원전 475년–221년)               |                                               |           | 상하이 박물관                            |        |
| 수호지 진죽간의 운몽수호지 진간 "어서" 云梦睡虎地秦简《语书》                                                                 | 진나라 (기원전 221년–206년)                  |                                               |           | 후베이성박물관, 우한시                   |        |
| 악록서원 소유 진 죽간 원고의 수학 문서 수 秦简《数》                                                                          | 진나라 (기원전 221년–206년)                  |                                               |           | 후난 대학                                |        |
| 마왕퇴백서의 주역 马王堆汉墓帛书《周易》                                                                                      | 서한 (기원전 206년 – 서기 9년)               |                                               |           | 후난성박물관                             |        |